# Гренвиль-сюр-Одон
Гренви́ль-сюр-Одо́н (фр. Grainville-sur-Odon) — коммуна во Франции, находится в регионе Нижняя Нормандия. Департамент коммуны — Кальвадос. Входит в состав кантона Тийи-сюр-Сёль. Округ коммуны — Кан.
Код INSEE коммуны — 14311.

## Население
Население коммуны на 2010 год составляло 1008 человек.
| 1962 | 1968 | 1975 | 1982 | 1990 | 1999 | 2010 |
| ---- | ---- | ---- | ---- | ---- | ---- | ---- |
| 229  | 226  | 281  | 674  | 779  | 967  | 1008 |

## Экономика
В 2010 году среди 644 человек трудоспособного возраста (15—64 лет) 475 были экономически активными, 169 — неактивными (показатель активности — 73,8 %, в 1999 году было 76,3 %). Из 475 активных жителей работали 447 человек (235 мужчин и 212 женщин), безработных было 28 (14 мужчин и 14 женщин). Среди 169 неактивных 66 человек были учениками или студентами, 63 — пенсионерами, 40 были неактивными по другим причинам.